# Port lotniczy Reunion
Port lotniczy Reunion – międzynarodowy port lotniczy położony 10 km na wschód od Saint-Denis. Jest jednym z dwóch portów lotniczych na wyspie Reunion. W 2006 obsłużył 1,3 mln pasażerów.

## Statystyki
Zobacz zapytanie i odniesienia źródłowe Wikidata o wartości.

## Linie lotnicze i połączenia
| Linia lotnicza | Kierunek |
| -------------- | --- |
| Air Austral    | 1. Antananarywa 2. Antsiranana 3. Bangkok-Suvarnabhumi 4. Ćennaj 5. Dzaoudzi 6. Johannesburg 7. Mahé 8. Marsylia 9. Mauritius 10. Moroni 11. Nosy Be 12. Paryż-Charles de Gaulle 13. Toamasina |
| Air France     | 1. Paryż-Charles de Gaulle 2. Paryż-Orly |
| Air Madagascar | 1. Antananarywa 2. Antsiranana 3. Guangzhou 4. Sainte Marie 5. Tôlanaro |
| Air Mauritius  | 1. Mauritius |
| Corsairfly     | 1. Antananarywa 2. Dzaoudzi 3. Lyon 4. Marsylia 5. Mauritius 6. Paryż-Orly |
| Etihad Airways | Sezonowe czartery: 1. Abu Zabi |
| Ewa Air        | 1. Dzaoudzi |
| French Bee     | 1. Paryż-Orly |